# コミック昭和史
『コミック昭和史』（コミックしょうわし）は、水木しげるによる日本の漫画。単に『昭和史』と表記されることもある。

## 概要
1988年11月から1989年12月にかけて、講談社より全8巻構成で出版された書き下ろし作品。1994年に文庫版、2015年に『水木しげる漫画大全集』から全4巻が出版された。
ねずみ男を狂言回しに、昭和の出来事を振り返りながら自身の半生を描いている。砂かけ婆、子泣き爺も途中から狂言回しに加わり、鬼太郎、目玉おやじ、猫娘、ぬりかべ、ぬらりひょんらも要所で姿を見せる。
水木しげるの軌跡はそのまま昭和史に重なっており、実体験から知る当時の流行や庶民の生活なども描かれている。また、水木は太平洋戦争の場面になると、どうしても力が入ってしまうと述べており、特に多くのページを費やしている。本作品に対しては「戦争で死んだ人への鎮魂を込めた自分史」とも述べている。
本作は1989年（平成元年）に第13回講談社漫画賞（一般部門）を、2015年（平成27年）にはアイズナー賞最優秀アジア作品賞を受賞した。また、2013年に英語版、2017年には台湾版が出版された。

## 各巻の概要

### 第1巻 関東大震災〜満州事変
| 年                 | 主な出来事                                | 水木しげる自伝                                          |
| ------------------ | ----------------------------------------- | ------------------------------------------------------- |
| 1922年（大正11年） |                                           | 3月8日に生まれる。                                      |
| 1923年（大正12年） | 関東大震災                                | 幼少期〜小学校時代 「のんのんばあ」から妖怪の話を聞く。 |
| 1926年（昭和元年） | 大正天皇崩御。昭和に改元。                | 幼少期〜小学校時代 「のんのんばあ」から妖怪の話を聞く。 |
| 1927年（昭和2年）  | 金融恐慌                                  | 幼少期〜小学校時代 「のんのんばあ」から妖怪の話を聞く。 |
| 1928年（昭和3年）  | 普通選挙を実施（男子のみ）。 三・一五事件 | 幼少期〜小学校時代 「のんのんばあ」から妖怪の話を聞く。 |
| 1929年（昭和4年）  | ニューヨーク株価暴落、世界恐慌へ。        | 幼少期〜小学校時代 「のんのんばあ」から妖怪の話を聞く。 |
| 1930年（昭和5年）  | 昭和恐慌 ロンドン軍縮会議                 | 幼少期〜小学校時代 「のんのんばあ」から妖怪の話を聞く。 |
| 1931年（昭和6年）  | 満州事変                                  | 幼少期〜小学校時代 「のんのんばあ」から妖怪の話を聞く。 |

### 第2巻 満州事変〜日中全面戦争
| 年                 | 主な出来事                                        | 水木しげる自伝                                                                           |
| ------------------ | ------------------------------------------------- | ---------------------------------------------------------------------------------------- |
| 1931年（昭和6年）  | 柳条湖事件                                        | 小学校〜高等小学校時代                                                                   |
| 1932年（昭和7年）  | 第一次上海事変 満州国建国 五・一五事件            | 小学校〜高等小学校時代                                                                   |
| 1933年（昭和8年）  | 国際連盟脱退。 滝川事件                           | 小学校〜高等小学校時代                                                                   |
| 1935年（昭和10年） | 天皇機関説排撃事件                                | 小学校〜高等小学校時代                                                                   |
| 1936年（昭和11年） | 二・二六事件                                      | 小学校〜高等小学校時代                                                                   |
| 1937年（昭和12年） | 盧溝橋事件                                        | 高等小学校を卒業し、転職を繰り返す。 美術学校に通うが続かず、 園芸学校の受験は不合格に。 |
| 1939年（昭和14年） | ノモンハン事件 ドイツがソ連と共にポーランド侵攻。 | 高等小学校を卒業し、転職を繰り返す。 美術学校に通うが続かず、 園芸学校の受験は不合格に。 |

### 第3巻 日中全面戦争〜太平洋戦争開始
| 年                 | 主な出来事                                                | 水木しげる自伝                                                             |
| ------------------ | --------------------------------------------------------- | -------------------------------------------------------------------------- |
| 1939年（昭和14年） | 第二次世界大戦勃発。                                      | 新聞配達をしながら工業学校へ通う。                                         |
| 1940年（昭和15年） | 日独伊三国同盟                                            | 新聞配達をしながら工業学校へ通う。                                         |
| 1941年（昭和16年） | 日ソ中立条約 ハルノート提示。 真珠湾攻撃 太平洋戦争開戦。 | 夜間中学に入学。                                                           |
| 1942年（昭和17年） | ニューブリテン島のラバウルを占領。 珊瑚海海戦             | 徴兵検査を受ける。                                                         |
| 1943年（昭和18年） |                                                           | 召集令状が来る。 鳥取連隊へ入隊し、ラッパ卒となる。 南方行きを命じられる。 |

### 第4巻 太平洋戦争前半
| 年                 | 主な出来事                                                                   | 水木しげる自伝                                  |
| ------------------ | ---------------------------------------------------------------------------- | ----------------------------------------------- |
| 1942年（昭和17年） | ミッドウェー海戦 ソロモン海戦 ルンガ沖夜戦                                   |                                                 |
| 1943年（昭和18年） | 山本五十六がブーゲンビル上空で戦死。 学徒動員 米軍がニューブリテン島に上陸。 | 補充員としてニューブリテン島へ。                |
| 1944年（昭和19年） |                                                                              | 最前線の分哨に行き、隊が全滅。 水木一人助かる。 |

### 第5巻 太平洋戦争後半
| 年                 | 主な出来事                                                            | 水木しげる自伝                                                                                     |
| ------------------ | --------------------------------------------------------------------- | -------------------------------------------------------------------------------------------------- |
| 1944年（昭和19年） | インパール作戦 サイパンの戦いで日本軍玉砕。 マリアナ海戦 レイテ沖海戦 | 生還するもマラリアを発症。 玉砕命令が出るが、水木の隊は遊撃戦へ。 療養中に敵機の爆撃で左腕を失う。 |
| 1945年（昭和20年） | 硫黄島の戦い 東京大空襲 沖縄戦 ドイツが降伏。                         | |

### 第6巻 終戦から朝鮮戦争
| 年                 | 主な出来事                                                                                         | 水木しげる自伝 |
| ------------------ | -------------------------------------------------------------------------------------------------- | --- |
| 1945年（昭和20年） | 広島市への原子爆弾投下 長崎市への原子爆弾投下 玉音放送により終戦が告げられる。 GHQによる戦後改革。 | 野戦病院へ移る。 現地人のトライ族との交流が始まる。 終戦により現地除隊を望むが断念。                                                           |
| 1946年（昭和21年） | 極東国際軍事裁判 日本国憲法公布。                                                                  | 復員。腕の再手術で相模原病院へ。 順番待ちで長期間病院で暮らし、 その間に米の買出し等を行う。 武蔵野美術学校へ入学。 魚屋、輪タク業などを営む。 |
| 1947年（昭和22年） | 日本国憲法施行。                                                                                   | 復員。腕の再手術で相模原病院へ。 順番待ちで長期間病院で暮らし、 その間に米の買出し等を行う。 武蔵野美術学校へ入学。 魚屋、輪タク業などを営む。 |
| 1949年（昭和24年） | 下山事件、三鷹事件、松川事件発生。                                                                 | 復員。腕の再手術で相模原病院へ。 順番待ちで長期間病院で暮らし、 その間に米の買出し等を行う。 武蔵野美術学校へ入学。 魚屋、輪タク業などを営む。 |
| 1950年（昭和25年） | 朝鮮戦争開戦。                                                                                     | 神戸の「水木通り」で家を購入。 住人のつてで紙芝居画家になる。                                                                                  |
| 1951年（昭和26年） | | 神戸の「水木通り」で家を購入。 住人のつてで紙芝居画家になる。                                                                                  |
| 1957年（昭和32年） | | 紙芝居が衰退。 活路を見出すべく上京。 |

### 第7巻 講和から復興
| 年                 | 主な出来事                                                  | 水木しげる自伝                                                                |
| ------------------ | ----------------------------------------------------------- | ----------------------------------------------------------------------------- |
| 1951年（昭和26年） | サンフランシスコ講和条約調印。 日米安保条約調印。           |                                                                               |
| 1955年（昭和30年） | 社会党再統一 保守合同し自由民主党が成立。                   |                                                                               |
| 1957年（昭和32年） |                                                             | 『ロケットマン』を描き、貸本漫画家へ。 調布に家を購入。                       |
| 1959年（昭和34年） | 岩戸景気が以後3年続く。 皇太子が正田美智子と結婚。 安保闘争 | 『ロケットマン』を描き、貸本漫画家へ。 調布に家を購入。                       |
| 1961年（昭和36年） |                                                             | 結婚。極貧生活のなか長女誕生。                                                |
| 1964年（昭和39年） | 米国がベトナム戦争へ参戦。 東京オリンピック開催。           | 『ガロ』で雑誌デビュー。                                                      |
| 1965年（昭和40年） | いざなぎ景気が始まる。                                      | 『テレビくん』が講談社児童漫画賞受賞。 『ゲゲゲの鬼太郎』等が始まり多忙期へ。 |
| 1967年（昭和42年） | 好況の一方で公害が問題になり、 公害対策基本法公布。         | 『テレビくん』が講談社児童漫画賞受賞。 『ゲゲゲの鬼太郎』等が始まり多忙期へ。 |
| 1968年（昭和43年） | 三億円事件                                                  | 『テレビくん』が講談社児童漫画賞受賞。 『ゲゲゲの鬼太郎』等が始まり多忙期へ。 |
| 1969年（昭和44年） | 東大紛争                                                    | 『テレビくん』が講談社児童漫画賞受賞。 『ゲゲゲの鬼太郎』等が始まり多忙期へ。 |
| 1970年（昭和45年） |                                                             | 元上官と共に戦場だった南方を訪問。 ラバウルにも行き、現地人と再会する。       |

### 第8巻 高度成長以降
| 年                 | 主な出来事                                           | 水木しげる自伝                                                                    |
| ------------------ | ---------------------------------------------------- | --------------------------------------------------------------------------------- |
| 1970年（昭和45年） | 日本万国博覧会開催。 よど号ハイジャック事件 三島事件 | 多忙期の心象風景。 アシスタントの話など。                                         |
| 1971年（昭和46年） | 円ドル相場が変動相場制へ。                           | 多忙期の心象風景。 アシスタントの話など。                                         |
| 1972年（昭和47年） | あさま山荘事件 沖縄返還                              | 多忙期の心象風景。 アシスタントの話など。                                         |
| 1973年（昭和48年） | 石油ショックから狂乱物価へ。                         | 多忙期の心象風景。 アシスタントの話など。                                         |
| 1976年（昭和51年） | ロッキード事件                                       | 多忙期の心象風景。 アシスタントの話など。                                         |
| 1979年（昭和54年） | 第二次オイルショック。                               | 多忙期の心象風景。 アシスタントの話など。                                         |
| 1980年（昭和55年） | 金属バット事件                                       | 南方を始め、世界中を旅行。 多くの妖怪画を描き始める。 父、死去。 鬼太郎再ブーム。 |
| 1984年（昭和59年） | グリコ・森永事件が翌年まで続く。                     | 南方を始め、世界中を旅行。 多くの妖怪画を描き始める。 父、死去。 鬼太郎再ブーム。 |
| 1985年（昭和60年） | 日航ジャンボ機墜落事故                               | 南方を始め、世界中を旅行。 多くの妖怪画を描き始める。 父、死去。 鬼太郎再ブーム。 |
| 1986年（昭和61年） | チェルノブイリ原子力発電所事故                       | 南方を始め、世界中を旅行。 多くの妖怪画を描き始める。 父、死去。 鬼太郎再ブーム。 |
| 1987年（昭和62年） | 大韓航空機爆破事件                                   | 南方を始め、世界中を旅行。 多くの妖怪画を描き始める。 父、死去。 鬼太郎再ブーム。 |
| 1988年（昭和63年） | リクルート事件                                       | 南方を始め、世界中を旅行。 多くの妖怪画を描き始める。 父、死去。 鬼太郎再ブーム。 |
| 1989年（平成元年） | 昭和天皇崩御。平成に改元。                           | 近所の寺に自分の墓を作る。 『コミック昭和史』が講談社漫画賞受賞。                 |

## 主な登場人物
括弧内の数字は登場巻数。
- 水木しげる（1 - 8）
- のんのんばあ（1、2） - 幼少期、家にお手伝いに来ていたお婆さん。

家族・親族
- 父・亮一（1 - 8）
- 母・琴江（1 - 8）
- 兄・宗平（1 - 6、8）
- 弟・幸夫（1、2、6 - 8）
- 祖父・辰司（1 - 3） - バタビヤで印刷会社を興す。
- 親類・彦一（1 - 3） - 辰司の人員募集に応じバタビヤに渡った。
- 妻（7、8）
- 長女（7、8）
- 次女（ 8 ）

戦争・南方
- 赤崎（ 4 ） - 戦友。入営以来の仲。
- 小林（3、4） - 戦友。体が弱い。
- 境田（ 4 ） - 同郷の戦友。
- 成瀬少佐（4、5） - 玉砕命令を出す。
- 児玉中隊長（4、5） - 玉砕命令を拒否。
- 宮軍曹（5、7、8） - 上官。戦後、一緒に南方を訪問する。
- トペトロ（6、7、8） - ラバウルの現地人。戦後も付き合いが続く。
- エプペ（6、8） - ラバウルの現地人。人妻。

同僚・知人
- 鈴木勝丸（6、7） - 紙芝居説明にかけては日本一と言われる。
- 加太こうじ（6、7） - 紙芝居の大家。
- 田辺一鶴（ 7 ） - 講談師。水木の紙芝居制作を手伝う。
- 桜井昌一（ 7 ） - 東考社で『悪魔くん』を発行。
- 長井勝一（ 7 ） - 漫画雑誌の『ガロ』を創刊する。
- つげ義春（ 7 ） - 漫画家。一時アシスタントを務める。
- 池上遼一（ 7 ） - 漫画家。一時アシスタントを務める。
- 白土三平（ 7 ） - 漫画家。
- 豊川（ 7 ） - アシスタント。
- 鈴木（ 8 ） - 岐阜県出身のアシスタント。

## 関連作品
- のんのんばあとオレ - 少年時代の体験を基にした自伝。
- 総員玉砕せよ! - 戦争体験を基にした戦記漫画。
- ボクの一生はゲゲゲの楽園だ - 『コミック昭和史』より世界情勢などの記述を大幅に削り、自身や身内を中心に新たに加筆再構成した自伝漫画。平成以降のエピソードも加筆されている。文庫版は『完全版 水木しげる伝』。
- ゲゲゲの女房 - 妻・武良布枝の自伝。一部のエピソードが重なる。2010年にテレビドラマ化。

## 書誌情報
全て講談社からの発行。
- 講談社コミックス、全8巻

1. 1988年11月、ISBN 978-4061769151
2. 1988年12月、ISBN 978-4061769168
3. 1989年2月、ISBN 978-4061769175
4. 1989年4月、ISBN 978-4061769182
5. 1989年6月、ISBN 978-4061769199
6. 1989年8月、ISBN 978-4061769205
7. 1989年10月、ISBN 978-4061769212
8. 1989年12月、ISBN 978-4061769229

- 講談社文庫、全8巻

1. 1994年8月、ISBN 978-4061857506
2. 1994年8月、ISBN 978-4061857513
3. 1994年9月、ISBN 978-4061857711
4. 1994年9月、ISBN 978-4061857728
5. 1994年10月、ISBN 978-4061857995
6. 1994年10月、ISBN 978-4061858008
7. 1994年11月、ISBN 978-4061858268
8. 1994年11月、ISBN 978-4061858275

- 水木しげる漫画大全集、全4巻

1. 2015年2月、ISBN 978-4063775655
2. 2015年3月、ISBN 978-4063775662
3. 2015年4月、ISBN 978-4063775679
4. 2015年5月、ISBN 978-4063775686

## 参考書籍
- 『コミック昭和史』第1巻〜第8巻（講談社文庫）